# قدم جوفاء
قدم جوفاء أو قدم خمصية (بالإنجليزية: Pes cavus)‏ وتُعرف أيضًا باسم قوس عالية (بالإنجليزية: high arch)‏ هو نوعٌ من القدم البشرية، حيثُ يكون فيه أخمص القدم مجوفًا بوضوح عند تحميل وزنٍ عليه، أي أنَّ هُناك ثنيٌ أخمصي ثابت في القدم. تُعتبر القدم الجوفاء عكس القدم المسطحة والتي تحدث بشكلٍ أقل شيوعًا.

## معرض صور

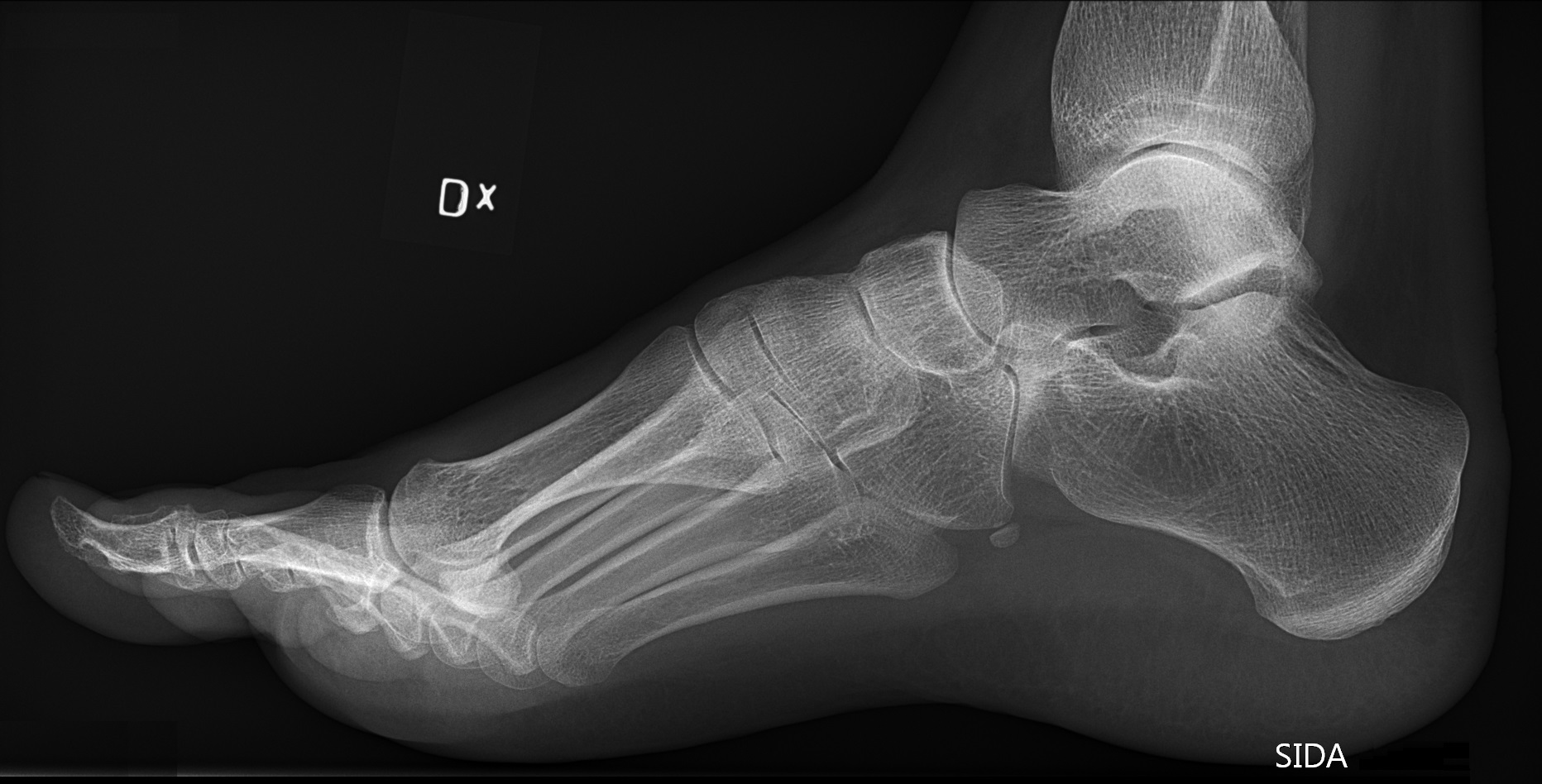
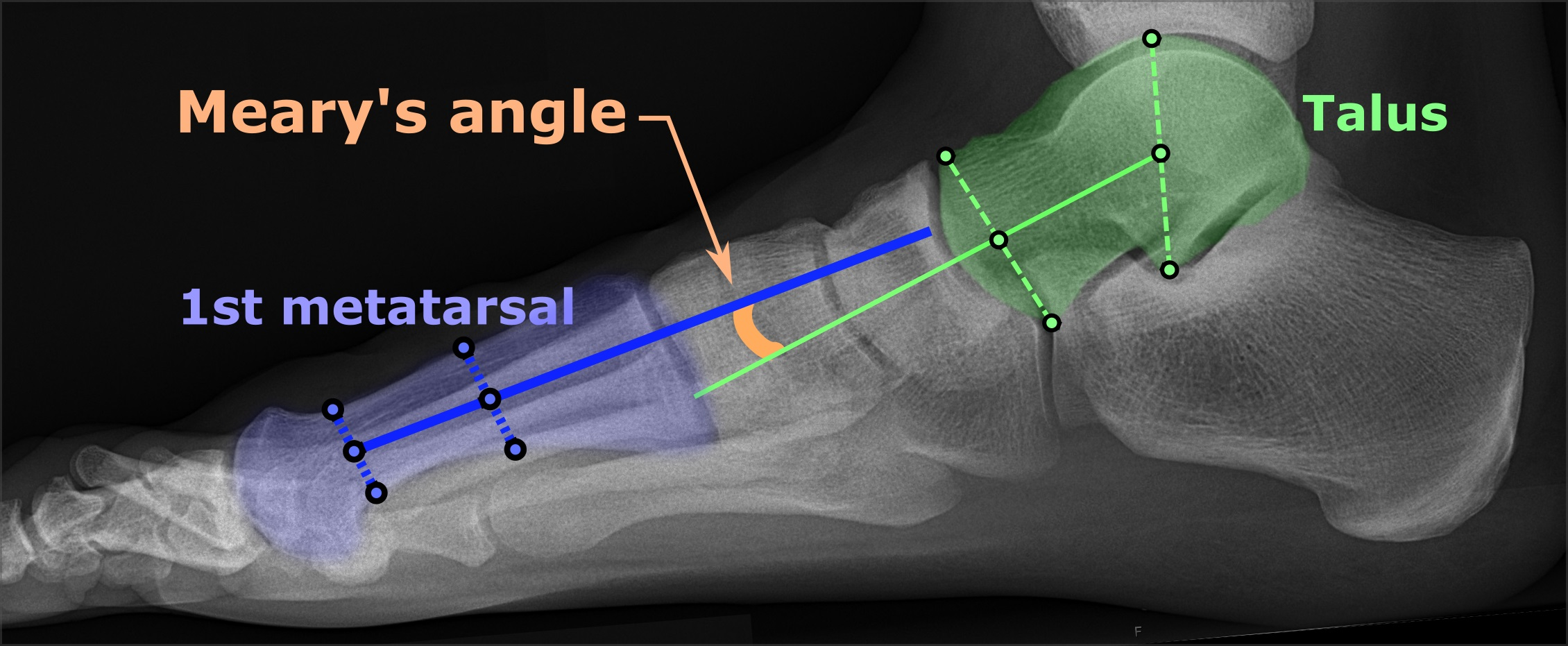
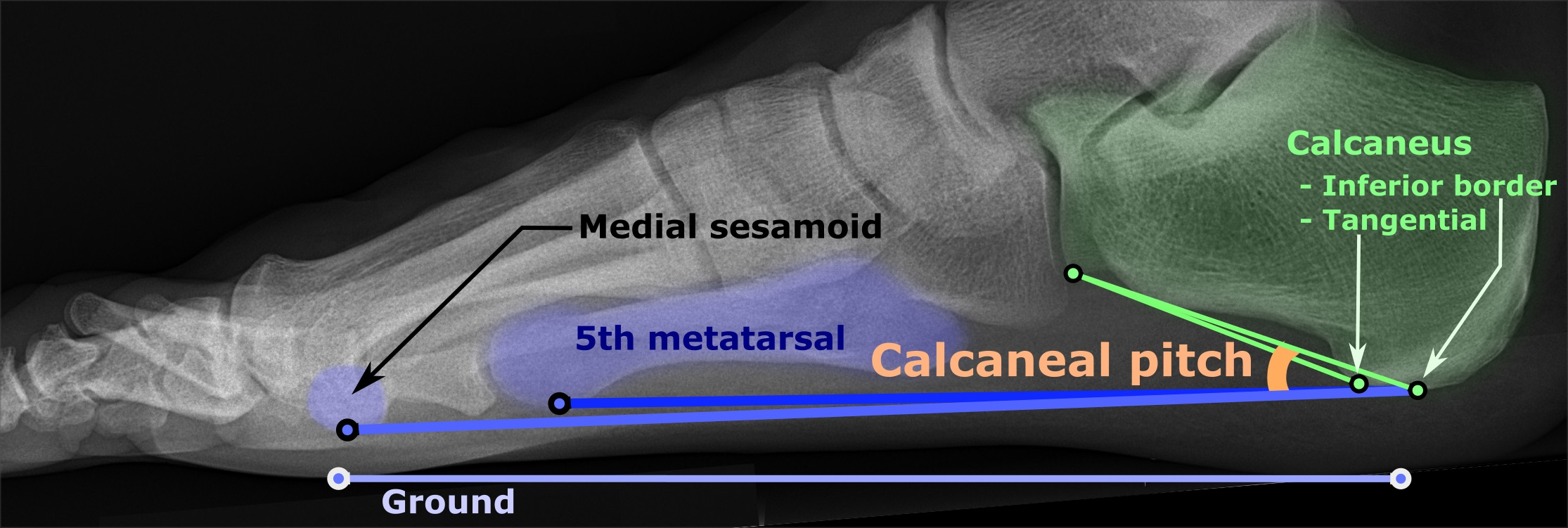
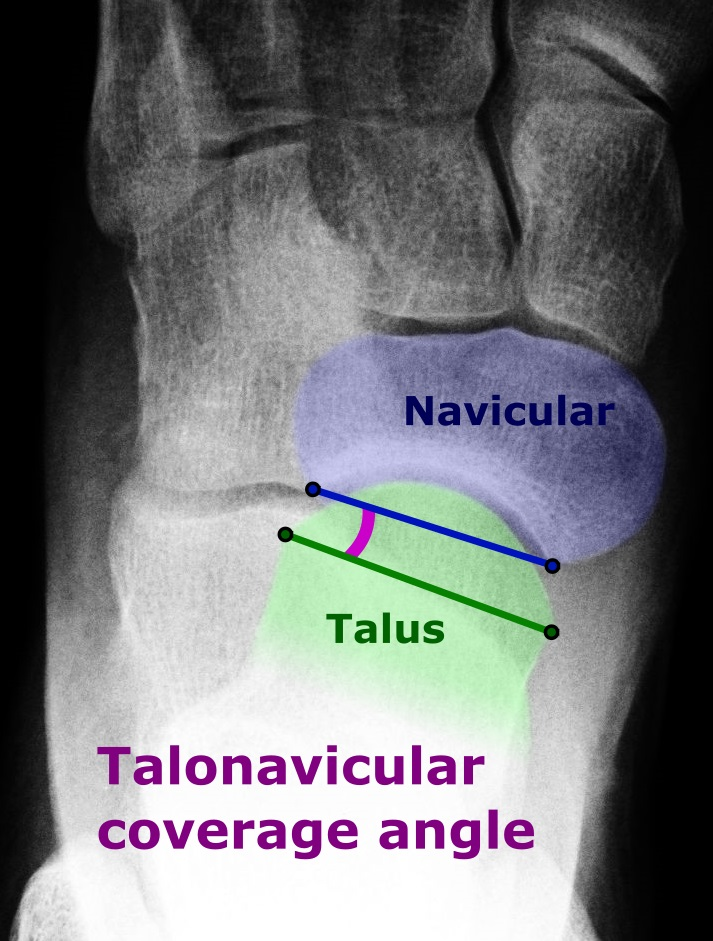

## روابط خارجية
- International Foot and Ankle Biomechanics Community (i-FAB)